# ピクセラ
株式会社ピクセラ（英: Pixela Corporation）は、日本のコンピュータ周辺機器製造メーカー。

## 概要
ビデオキャプチャーやワンセグチューナーなど、映像関連のパソコン周辺機器を主に製造販売している。

## 沿革
- 1982年（昭和57年）6月 - 大阪府堺市で堺システム開発株式会社として設立
- 1997年（平成9年）10月 - 株式会社ピクセラに商号変更
- 2002年（平成14年）12月 - 東京証券取引所マザーズ市場に上場
- 2004年（平成16年）
  - 3月 - 米UKOM社からシリコンチューナ開発事業を譲り受け、株式会社RfStreamを設立
  - 9月 - 東京証券取引所1部に指定替え
- 2007年（平成19年）5月 - 持分法適用関連会社のピアレックス・テクノロジーズを連結子会社化
- 2011年（平成23年）11月 - 株式会社RfStreamを完全子会社化
- 2014年（平成26年）12月 - 債務超過による上場廃止猶予期間入りが発表される
- 2015年（平成27年）
  - 2月 - 東京証券取引所2部に指定替え
  - 4月 - ピアレックス・テクノロジーズの保有全株式をチヨダウーテ株式会社に売却
  - 8月 - Oakキャピタル株式会社に対する第三者割当増資及び新株予約権の発行を行い、Oakキャピタル株式会社が筆頭株主となる
- 2018年（平成30年）5月 - 株式会社A-Stageの株式を取得し、連結子会社化

## 製品

### ハードウェア
- ワンセグテレビチューナーなどの地上デジタル放送関連製品や、液晶テレビ、ビデオキャプチャなど。

#### PRODIA（プロディア）
液晶テレビ・TV用チューナー・HDMIケーブル・テレビ台に使用されるブランド。イオン（発売当初はジャスコ）で地上デジタルチューナーを4980円で先行発売したことが話題になった。

### ソフトウェア
- 映像編集、DVD・CDへのオーサリング用ソフトウェアである「PixeBurn! for HD」など。

### xit（サイト）
4Kチューナーや、地上デジタル放送などをテレビ及び、パソコン、スマホ向けに展開しているブランド。

### ピクセラモバイル
ドコモ回線を使ったデータ回線を用いたブランド